# Space Shot
Pour l’article homonyme, voir Space Shot (parcs Walibi).

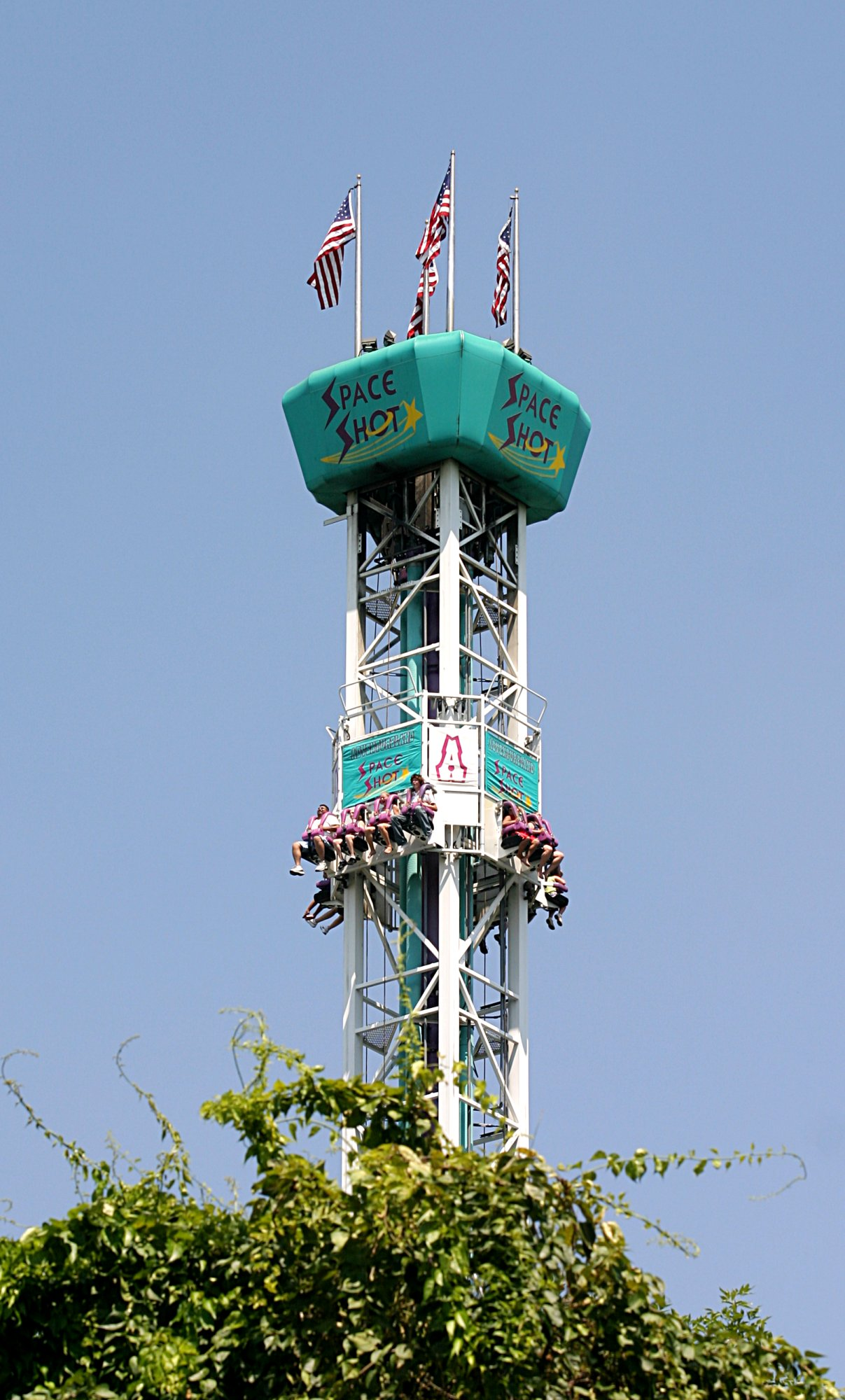
Space Shot à Adventureland.

Animation du mouvement de l'attraction.

Space Shot est un type d’attractions de la famille des tours de chute construites par S&S - Sansei Technologies.

## Principe
La tour, qui mesure entre 28 et 90 mètres, possède une nacelle mobile sur laquelle sont installées 12 ou 16 places selon le modèle. Cette nacelle est fixée sur une tour extérieure, tandis qu'une tour intérieure contient un piston. Tout un jeu de câbles et de poulies relie la nacelle au piston. Le système électronique, les câbles, les tuyaux et quelques pistons se situent entre la tour intérieure et la tour extérieure.
L'attraction utilise de l’air comprimé pour propulser rapidement les passagers en haut de la tour ; s'ensuivent quelques rebonds avant de revenir sur la plateforme au sol. Le tour dure environ 50 secondes.
L’attraction ressemble beaucoup à Double Shot, du même constructeur.
| Position de chargement, de pesée, et de pressurisation de l'air | Injection de l'air dans la tour intérieure | Le piston descend et fait monter la nacelle | L'air est retiré, la nacelle redescend dans un rebond | L'air est entièrement retiré, retour à la position initiale |

## Déroulement
Une fois les passagers installés et harnachés, la nacelle s'élève de quelques centimètres. Des pistons situés en dessous de celle-ci la pèsent, et il en est déduit le poids total des passagers. Là, un rapide calcul détermine la quantité d'air à mettre sous pression afin d'assurer un fonctionnement normal et sûr. La tour se remplit ensuite de la bonne quantité d'air, produisant le sifflement caractéristique des Space Shot et annonçant le lancement imminent. Puis, cet air sous pression est injecté dans la tour centrale qui contient le piston. Celui-ci descend, la nacelle est éjectée vers le haut. Une fois au sommet, l'air est retiré de la tour centrale, puis réinjecté… Ces compressions et décompressions entraînent les rebonds. De plus, une partie de l'air est relâché à chaque décompression, ce qui diminue petit à petit la taille des rebonds. La nacelle se stabilise finalement à mi-hauteur de la tour extérieure, puis l'air est doucement relâché, la nacelle revient dans la zone de lancement.

## Attractions de ce type
| Attraction                  | Parc                               | Pays        | Ouverture   |
| --------------------------- | ---------------------------------- | ----------- | ----------- |
| Abyss                       | Ocean Park Hong Kong               | Chine       |             |
| Batwing Spaceshot           | Warner Bros. Movie World Australia | Australie   | 2006        |
| Big Shot                    | The STRAT Hotel, Casino & Skypod   | États-Unis  | 1996        |
| Cliffhanger                 | Flamingo Land Theme Park & Zoo     | Royaume-Uni | 2002        |
| Columbia / Discovery        | Mirabilandia                       | Italie      | 1997        |
| Crazy Hyuuuu & Crazy Stooon | Yomiuri Land                       | Japon       | 1997        |
| Detonator                   | Dorney Park & Wildwater Kingdom    | États-Unis  | 2010        |
| Detonator                   | Worlds of Fun                      | États-Unis  | 1996        |
| Doctor Doom's Fearfall      | Universal's Islands of Adventure   | États-Unis  | 1999        |
| Golden Tower                | Jardins de Tivoli                  | Danemark    |             |
| Hellevator                  | Playland                           | Canada      | 2000        |
| Ice Blast                   | Pleasure Beach, Blackpool          | Royaume-Uni | 1997        |
| Jet Tower                   | China Dinosaurs Park               | Chine       | 2010        |
| King Tower                  | Fabrikus World                     | France      | 2017        |
| Maliboomer                  | Disney California Adventure        | États-Unis  | 2001 - 2010 |
| Orbite                      | La Ronde                           | Canada      | 1999        |
| Power Tower                 | Cedar Point                        | États-Unis  | 1998        |
| Raketti                     | Linnanmäki                         | Finlande    | 1999        |
| Raytheon's Anger            | World Joyland                      | Chine       | 2011        |
| Rocket                      | Lagoon                             | États-Unis  | 1999        |
| Sasquatch                   | The Great Escape                   | États-Unis  | 2009        |
| Sky Screamer                | Marineland                         | Canada      | 2004        |
| Space Mission Orbit         | Movieland Studios                  | Italie      | 2020        |
| Space Shoot                 | Walygator Parc                     | France      | 1998        |
| Space Shot                  | Adventureland[Lequel ?]            | États-Unis  | 1999        |
| Space Shot                  | Galaxyland                         | Canada      | 2004        |
| Space Shot                  | Happy Valley (Shenzhen)            | Chine       |             |
| Space Shot                  | Jin Jiang Action Park              | Chine       |             |
| Space Shot                  | Nagashima Spa Land                 | Japon       |             |
| Space Shot                  | Prater de Vienne                   | Autriche    |             |
| Space Shot                  | TusenFryd                          | Norvège     | 1998        |
| Space Shot                  | Walibi Holland                     | Pays-Bas    | 1998        |
| Space Shot Tower            | Conny-Land                         | Suisse      | 2018        |
| Space Shot & Turbo Drop     | Happy Valley (Shanghai)            | Chine       | 2009        |
| Sonic Slam / Bayou Blaster  | Six Flags New Orleans              | États-Unis  | 2000 - 2005 |
| Thrill Towers               | Ferrari Land                       | Espagne     | 2017        |
| Totem (le)                  | Walibi Rhône-Alpes                 | France      | 1998        |
| Twin Tower - Heroes         | Happy Valley (Pékin)               | Chine       | 2006        |
| Twin Tower - Heroes         | Happy Valley (Chengdu)             | Chine       |             |
| Twin Towers                 | Happy Valley (Wuhan)               | Chine       | 2012        |
| Venganza del Enigma         | Parque Warner Madrid               | Espagne     | 2002        |
| Volcanic Eruption           | Fantasy Island (en)                | Royaume-Uni | 1998        |
| Uppskjutet                  | Liseberg                           | Suède       | 1996 - 2015 |